# الاتحاد الكويتي للإسكواش
الاتحاد الكويتي للإسكواش هو الاتحاد الوطني المعني بتنظيم الإسكواش في الكويت.

## روابط خارجية
- الموقع الرسمي